# Cel (božanstvo)
Cel (Caelus ili Coelus) je kod Rimljana bog neba. Bio je personifikacija neba i visina, jer je nebo bilo muški element. Celov grčki pandan je  Uran.

## Kastriranje Cela
Cel nije za Rimljane bio osobito važan, jer je postojao na početku vremena, prije Jupitera. Smatralo se da je sin Terre (Zemlje). On joj je bio i muž, a njihova su djeca Okean (svjetski ocean) i Titani ("silnici"). Najmlađi Titan u rimskoj mitologiji je Saturn (u grčkoj je to Kron). Saturn je kastrirao svog oca i oženio se Opsom. Od Celovih genitalija je nastala Venera. Cel je poslije povezivan sa zodijakom. Talijanska riječ cielo znači nebo, a izvedena je od Celovog imena.